# متباينة القينوة
متباينة القينوة (الاسم العلمي: Heterospathe)، جنس نباتات مُزهرة أحادية المسكن من فصيلةالنخلية، وتوجد في أوقيانوسيا، وتُسمى نخيل ساغيسي. يضم هذا الجنس 39 نوعًا. والاسم العلمي مشتق من كلميتين يونانيتين "متباين" و"قينوة"، التي تصف أنماط القنابات المتباينة.